# Eriocrania unimaculella
Eriocrania unimaculella là một loài bướm đêm thuộc họ Eriocraniidae. Nó được tìm thấy ở châu Âu.
Sải cánh dài khoảng 10 mm. Con trưởng thành bay từ tháng 3 đến tháng 4 tùy theo địa điểm.
Ấu trùng ăn lá loài Betula.

## Hình ảnh

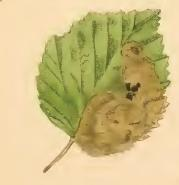
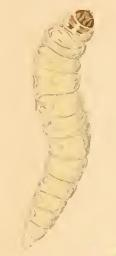
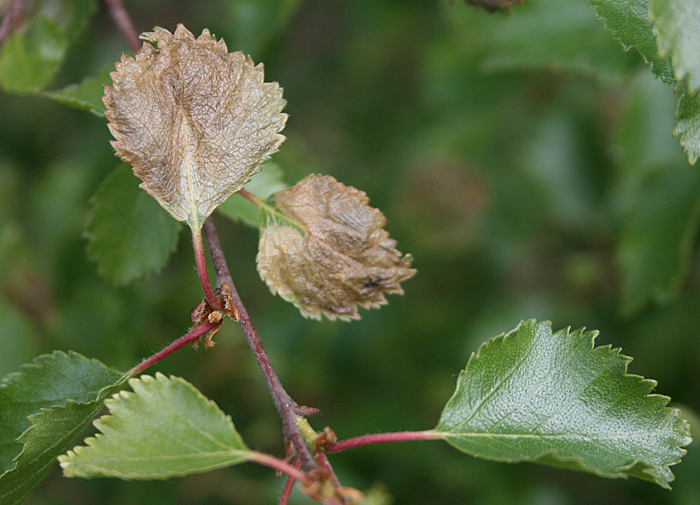